# القيح (حزم العدين)

تعديل مصدري - تعديل

القيح محلة تابعة لقرية الاهمول، التابعة لعزلة الشعاور بمديرية حزم العدين إحدى مديريات محافظة إب في الجمهورية اليمنية، بلغ تعداد سكانها 29 حسب تعداد اليمن لعام 2004.